# Королюк, Всеволод Емельянович
Все́волод Емелья́нович Королю́к (17 мая 1956, Гиндешты, Флорештский район — 1 августа 2023, Тамбов)— советский, российский и молдавский рок-музыкант, мультиинструменталист (барабаны, бас-гитара, флейта, клавишные и др.) и композитор. Играл также на индийских национальных инструментах.

## Биография
Всеволод Королюк родился в городе Гиндешты Флорештского района в семье старообрядца и молдаванки.
Был членом ВЛКСМ (1970—1984).
Участник групп «Днестровские Гитары» (Сороки), «Кордиал» (Тирасполь), «Магистраль» (при Благовещенской филармонии), «Молодые Голоса» (при Тамбовской филармонии), «Круиз», «Круг». Барабанщик и басист в группе «Ковчег» в 1994—2003 годах. Сотрудничал с Анной «Умкой» Герасимовой, ингушской фолк-группой «Лоам».
Трое детей: Марина (1985), Софья (1986) и Николай (1991). Внук: Иван (2006).
Скончался 1 августа 2023 года в возрасте 67 лет от сердечной недостаточности в реанимации одной из больниц Тамбова.

## Дискография
- 1981 — Крутится Волчок
- 1982 — Послушай, Человек
- 1985 — КиКоГаВВА; Ретроспективный сборник группы вышел в серии «Легенды русского рока».
- 1986 — Тёплый ветер
- Regae-Ковчег (кассета)
- 1994 — Колокольчики (издан в 1999)
- 1995 — Батакакумба (переиздан в 2005)
- 1997 — Девочка-скерцо
- 1998 — Сторона От
- 1999 — Божия Коровка
- 2000 — Регги Левой Ноги

## Музыка в библиотеках и базах данных
- Национальная библиотека Республики Молдова (недоступная ссылка)
- Национальная библиотека Республики Молдова (недоступная ссылка)
- Biblus

## Фотографии
- Королюк в группе «Ковчег»